# الغراب (كوكبة)
كوكبة الغراب أو خِبَاء يمانيّ (بالإنجليزية: The Crow)‏؛ وباللاتينية: Corvus.

صورة لبرج الغراب.

هي كوكبة صغيرة في نصف الكرة السماوية الجنوبي. هي واحدة من الكوكبات النجمية الـ 48 المُدرجة من قبل عالم الفلك بطليموس في القرن الثاني، والتي تُصور شكل طائر الغراب، المُرتبط بقصص عن الإله أبولو، والجاثم على ظهر كوكبة هيدرا (الشجاع) ثعبان الماء. تشكل النجوم الأكثر سطوعًا في الكوكبة، جاما ودلتا وإبسيلون وبيتا كورفي، شكلًا رباعيًا مميزًا في سماء الليل.
يُعتبر جاما كورفي، الذي يتمتع بقدر ظاهري يساوي 2.59 والمعروف أيضًا باسم جينا، ألمع نجم في الكوكبة. إنه عملاق أزرق كبير في العمر ذي كتلة تعادل أربع أضعاف كتلة الشمس. اكتُشف أن النجم الشاب إيتا كورفي يمتلك قرصين من الحطام حوله. تؤوي ثلاث نجوم كواكب خارجية تدور حولها، وهناك نظام كوكبي رابع غير مؤكد بعد. نجم تي في كورفي هو مستعر قزم - أي يضم قزم أبيض وقزم بني يدوران في مدارين قريبين جدًا.
في فهارس النجوم البابلية التي يرجع تاريخها إلى عام 1100 قبل الميلاد على الأقل، كانت كوكبة كورفوس تُسمى رايفن. كما هو الحال مع علم الفلك القديم المألوف أكثر، خُيّل أن الغراب جاثم على ذيل أفعى (وحش هيدرا في اليوناني). كانت الكوكبة البابلية مُقدسة لهدد، إله المطر والعاصفة، التي كانت ترتفع في السماء خلال الألفية الثانية قبل موسم الأمطار الخريفي. لاحظ جون إتش. روجرز أن هيدرا تدل على نينيشزيدا، إله العالم السفلي في الخلاصة البابلية مول.ابين. اقترح أن كورفوس وكريتار (إلى جانب هيدرا) كانت رموزًا للموت وعلامة لبوابة العالم السفلي. تعرف الإغريق على هاتين الكوكبتين، إلى جانب كوكبة العقاب والحوت الجنوبي، نحو عام 500 قبل الميلاد، وقد كانت علامةً على الانقلابين الشتوي والصيفي على التوالي. علاوة على ذلك، كانت هيدرا علامةً بارزة لأنها امتدت عبر خط الاستواء السماوي في العصور القديمة. ظهرت كورفوس وكريتار أيضًا في الأيكونغرافيا الميثرائية، التي يُعتقد أنها من أصل شرق أوسطي قبل أن تنتشر في اليونان القديمة وروما.